# Großhau
Großhau ist ein Ortsteil der Gemeinde Hürtgenwald im Kreis Düren, Nordrhein-Westfalen.

## Lage
Der Ort liegt im Nationalpark Eifel in der Rureifel und im Naturpark Nordeifel direkt an den aufsteigenden Hängen zur Eifel. Nachbarorte sind Kleinhau, Gey und Schafberg. Von Großhau besteht ein weiter Blick in die Kölner Bucht und die Zülpicher Börde. Der Ort liegt auf etwa 380 m ü. NHN.

## Geschichte
Bodenfunde lassen auf eine erste Besiedlung in den Jungsteinzeit und zur Zeit der Kelten in der Zeit zwischen 1800 und 300 vor Christus schließen. Der Siedlungsraum der Steinzeitmenschen, im heutigen Kreisgebiet von Düren, lag in jener Zeit noch bevorzugt in den fruchtbaren und milden Gebieten der Rur und des Eifelvorlandes. Das riesige, jedoch das Umland um gut 300 Höhenmeter überragende, „Forstgebiet Hürtgenwald“ wurden daher vorher wohl nur als Jagd- und Sammelgebiet angesehen. Man vermutet, dass erst das einsetzende Bevölkerungswachstum und die damit verbundenen Auseinandersetzungen um den Zugang zu technologischen Rohstoffen, eine stetigere Besiedlung hier erforderte. Für die Steinzeitmenschen, hier im Großhauer Waldgebiet, stellte also der Zugang zu den wichtigsten frühtechnologischen Hauptrohstoffen, Silizit (Feuerstein), Quarzit (Stein aus Quarz) und Pyrit (Schwefelkies), einen nicht zu unterschätzenden Standortvorteil dar. Durch das starke Aufschlagen eines Silizit-Steines oder eines Quarzites auf einen Pyrit (aus dem griechischen πυρ pyr für Feuer) erzeugte man Funkenflug, also Feuer. Ein steinzeitliches Feuerzeug beinhaltete also einen harten Schlagstein (Silizit, Quarzit) und einen funkensprühenden, eisen- und schwefelhaltigen Stein (Pyrit). Auch waren die Silizit-Gesteine, (Feuersteine) die Grundlage für fast jedes der steinzeitlichen Werkzeuge oder Waffen (Messer, Axt, Pfeilspitze, Schaber …). Feuerstein und Pyrit wurde in Großhau hauptsächlich im nördlichen Waldgebiet abgebaut. Neben den alten, mittlerweile überwucherten Gruben, zeugt heute noch der Gebietsname des Abbau- und Verarbeitungsgebietes – Katzenknipp – von der wirtschaftlichen Bedeutung für unsere Vorfahren. Die alte Bezeichnung für Pyrit war nämlich Katzengold.
Die frühen keltischen Siedlungsgebiete in der Umgebung der späteren Gemarkung Großhau gründeten auf dem Vorhandensein der damals wichtigsten Roh-, Hilfs- und Betriebsstoffe zur Erzeugung von Renneisen (Eisenerz, Holz/Holzkohle, Lehmerde, Steine, Wasser und Wind). Renneisen ist das Eisenprodukt, das bei der Verhüttung von Eisenerz in einem Rennofen entsteht. Die Kenntnis über die Eisenverhüttung galt damals als die Schlüsseltechnologie zur Entwicklung effizienter Werkzeuge und Waffen und im Gegensatz zu den Hethitern, verfügten die Kelten erst relativ spät über dieses Wissen, wodurch sich der Wechsel von der Bronzezeit hin zur Eisenzeit hier erst relativ spät vollzog.
Durch den nun großen Bedarf an Holz/Holzkohle als Brenn- und Reduktionsmaterial für den Verhüttungsprozess, entstand infolge ein „Holzeinschlag“, was die spätere Bezeichnung des Gebietes als „Hau“ (für Holzeinschlag) nach sich zog. Alsbald erfolgte ein weiterer bedeutender Holzeinschlag, diesmal im Gebiet der späteren Gemarkung Kleinhau, jedoch von geringerem, also „kleinerem“ Ausmaß, wodurch sich die Ortsnamen Großhau – „großer Holzeinschlag“ – und Kleinhau – „kleiner Holzeinschlag“ – auch heute noch deutlich ableiten lassen. In den ersten schriftlichen Aufzeichnungen aus den Jahren um 1500 n. Chr. fand sich aber noch die undifferenzierte und allgemeinere Bezeichnung „auf dem Hau“ (uff dem Hauw/Hauwe, 1504; uf dem Haw, 1548; Stadtarchiv Düren) für beide Gebiete.
Ebenso spielte die Verhüttung des Eisenerzes in Rennöfen im Raum Großhau, zu dieser Zeit, wahrscheinlich schon lange keine große Rolle mehr, da ja schon früh, durch die Verbreitung kostengünstiger und effizienter Blasebalgsysteme, auf die natürlichen Winde, des „Großhauer Höhenzuges“, zur stetigen Anheizung des Rennofens verzichtet werden konnte. Den effizienten Betrieb solcher großer Bälge ermöglichte erst die Kenntnis des Wasserrades. Das, mit gut 2000 Jahren, älteste Wasserrad nördlich der Alpen, wurde (2009) in der Nähe von Düren, an einem Wasserkanal der Inde entdeckt. Wurde also ursprünglich das Eisenerz noch vor Ort im Gebiet um den Rennweg herum in den Rennöfen direkt verhüttet, so fand es mittlerweile seine Hauptabnehmer im tiefer gelegenen, klimatisch milderen Vorland. Neben der Verhüttung hatten sich dort entlang der Bäche und Flüsse bereits weiterverarbeitende Handwerksbetriebe angesiedelt. Als zu dieser Zeit nächstgelegener, bedeutender Handwerksbetrieb mit überregionaler Anerkennung, ist die Waffenschmiede von Kirsten Johaes in Schevenhütte zu nennen. Der Rennweg hieß zu dieser Zeit „Renpad“ und findet sich namentlich in den alten Belegen der Wehrmeisterei.
Der Rennweg existiert auch heute noch. Er wurde jedoch schon seit langer Zeit für den Fahrzeugverkehr gesperrt und erinnert so heute in ehrwürdiger Ruhe, die dort Erholung suchenden Wanderer und Radfahrer der umliegenden Städte Düren und Eschweiler, still, an die einstmals bedeutendste Produktionsstätte von Renneisen im (Hürtgen-)Wald der alten Kelten.
Die ehemalige keltische Besiedlung während der Eisenzeit, im Gebiet des heutigen Großhau und „Großhauer Waldes“, durch frühe Eisenverhütter und Köhler, fand sich also mittlerweile vollends im Mittelalter angekommen, war seit Jahrhunderten ein bunter Schmelztiegel, aus Kelten, Römern und anderen Kulturen, geworden. Die Eisenverhüttung hatte seinen neuen Schwerpunkt im Tal „uff scheyver Hütte“ Schevenhütte gefunden, auch war der Rennofen zum Hochofen weiterentwickelt, nur die Bedeutung als Eisenerz-, Holz- und Holzkohlelieferant, sollte noch lange bestehen bleiben. So entstanden, der mündlichen Überlieferung nach, vermutlich auch aus „Großhauer“ Lieferungen nach 1800, Eisenbahnschienen fürs ganze Land. Die Verhüttung und Verarbeitung erfolgte dabei in Lendersdorf. Danach verlor der Eisenerzabbau in Großhau jedoch an Bedeutung und lediglich eine Grube schaffte nochmal eine kurze Auferstehung im Jahre 1938, nämlich die Grube „Golzenhoffnung“ in der Nähe des heutigen Parkplatzes „Glockenofen“. Es wurde zwar sogar noch ein weiterer langer Stollen vorgetrieben, zu einem richtigen Wirkbetrieb kam es jedoch nicht mehr, so dass die Zeit nach ca. 1850/60 als die eigentliche Endphase anzusehen ist. Der Grund für das beginnende Grubensterben in dieser Zeit war die Tatsache, dass der Hauptabnehmer, also die Hoesch-Werke, ihren Schwerpunkt von Lendersdorf, Schevenhütte, Zweifallshammer usw. ins gerade emporwachsende Ruhrgebiet verlegten.
Auch ist ein Abbau von kleineren Mengen anderer Erze, über die Jahrhunderte, zu nennen, sowie der Abbau von Schiefer. Der Schieferabbau rettete sich dabei noch am besten ins 20. Jhd., der Abbau von Nichteisenerzen schaffte das in Großhau nicht, da hier die Gruben im „Molbacher“ Abbaugebiet, also zwischen Straß/Horm und Maubach ergiebiger waren. Schiefer und Bruchsteine wurden von der Bevölkerung, aus unzähligen kleinen und kleinsten Brüchen und Gruben im ganzen Großhauer Siedlungsgebiet und umliegenden Wald, in den Aufbaujahren nach dem Zweiten Weltkrieg, noch bis in die 1960er, teilweise 1970er Jahre gewonnen, verlor aber mit dem allgemeinen wirtschaftlichen Aufschwung in Deutschland zu dieser Zeit, sowie den sich seit den 1960er Jahren überall durchsetzenden kubischen Stilrichtungen und Schönheitsempfinden, völlig an Bedeutung. Die vorher so typische Verwendung der markanten Schieferplatten, meist senkrecht stehenden als Einfassungen der Beet‑, Rasen‑ oder Wegflächen im Garten, bzw. waagerecht als kleine hangabfangende Trockenmauer etc., verschwand zu Gunsten vorgefertigter Betonsteine. Im Gegensatz zu diesen Kleinmengen an Schiefer und Bruchsteinen, die meist nur noch für Eigenbedarf und Nachbarschaftshilfe gewonnen wurden, kam es bei der Holzgewinnung, im nun fortgeschrittenen 20. Jahrhundert, immer wieder auch zu bedeutenden Mengen, so dass sich der gewerbemäßige Holzeinschlag, mehr oder weniger kontinuierlich, über die beiden vergangenen Jahrtausende halten konnte, ja sogar den Sprung ins 21. Jahrhundert schaffte.
Landwirtschaft, Viehzucht und Nutztierhaltung gewannen für die frühen Siedler im „Großhauer Gebiet“ – über die Jahrtausende hinweg – stetig an Bedeutung, ergaben sich ja, mit jedem neuen Holzeinschlag, auch neue Freiflächen. Als eine frühe Fläche der Nutztierhaltung ist das Gebiet „Ochsenbroich“ überliefert, bot es durch 2 Wasserquellen, Thönbach (alte Bezeichnung: Thonbach) im Westen und Geybach (alte Bezeichnung: Wäschbach, Mühlensief) im Osten, eine sichere Wasserversorgung von Tier und Mensch. Heute liegt dieses Gebiet wieder im Wald, da man später die Waldgrenze wieder weiter nach Süden verschoben hatte.
Drückten die Römer, während ihrer langen Besatzungszeit, dem Eifelvorland der Kölner Bucht, sehr deutlich ihren Stempel auf, so vermochte sich hier, im „Großhauer Wald“, der keltische Ursprung bis heute in besonderem Maße zu erhalten. Typische Beispiele sind: Westlich vom Parkplatz Glockenofen liegt der Eichberg, nördlich beginnt der Kalversbergweg, zwischen der Straße „Auf dem Hau“ und dem Rennweg liegt der „Ochsenbroich“, neben dem Rennweg findet man die Gebiete: Hüttenhau, Wolfsschlund und Krombroichen, tiefer im Wald dann Wehe, Bauchpein …
Auch das Wissen der Kelten, welches ihre Gelehrten (Druiden) über Jahrhunderte vermittelt hatten, blieb erhalten. Es wurde mündlich in Versform von Generation zu Generation weitergegeben. Das „Eich“ (der Eichenwald) war den Kelten heilig und so überlebten einzelne Gebiete mit hohem Eichenanteil noch lange Zeit. Die Druiden ernteten, bevorzugt von Eichen, Misteln (welche nur ganz selten auf Eichen zu finden sind) und ein „Kaltauszug“ aus ihren weißen oder roten Beeren, im „Weh-bach“ (Weißer Weh-Bach/Roter Weh-Bach) gewonnen, galt als Arznei gegen vielerlei Weh (Schmerz). Auch heute ist sie noch vielfältig im Gebrauch (von blutstillend über entzündungshemmend bis zum Einsatz bei komplexen Organen, wie der Bauchspeicheldrüse). Das damals besonders eisenhaltige Wasser des Baches „Bauchpein“ wurde dagegen noch gezielter eingesetzt, es half schwerpunktmäßig gegen Unterleibsschmerzen und starkem Blutverlust. Aber auch schon das normale Wasser der Wehe fand ihren speziellen Einsatz bei Blutverlust, also in erster Linie nach erfolgter Geburt (nach den Wehen). Auch heute noch setzt man eisenhaltige Produkte gezielt zur Unterstützung der Neubildung des Blutes und ähnlicher Anliegen ein.
Im normalen Waldgebiet dagegen, war den Bäumen kein hohes Alter vergönnt, denn außer im Eich (westlich vom Parkplatz Glockenofen) und im Hochwald (östlich vom Katzenknipp), mussten die Siedler ja kurzfristiger wirtschaften um hier – im benachteiligten Hochland – noch ein Auskommen zu finden und auch ihren Kindern nicht die Basis des wirtschaftens zu entziehen. Die Waldwirtschaft, bzw. die Kombination aus Wald- und Feldbau, wurde also für die hier lebenden Kelten, zu einem weiteren wichtigen Grundbaustein für eine dauerhafte Besiedlung. Da die Kelten im Gegensatz zu den Römern, mit ihrem schon ausgeprägten schriftlichen Dokumentationswesen, jedoch nahezu nichts schriftlich niederlegten, aber ja trotzdem jeder Siedler genau wissen musste, welches Gebiet vom „Hau“, für welche Nutzungsart, von den Gelehrten der Sippe festgelegt war, wurde jedes Gebiet mit dem Namen seiner wirtschaftlichen Nutzung versehen. Hieraus entwickelten sich in der Neuzeit, dann die einzelnen Flurnamen von Großhau und Kleinhau.
Ein Hau (z. B. Rahmenhau, Hüttenhau) war ein bewaldetes Gebiet, welches in etwa 18 bis 25 Schläge (Jagen, Parzellen) aufgeteilt war und in Wechselwirtschaft bewirtschaftet wurde (z. B. Im alten Schlag). Schläge unterscheidet man zusätzlich noch in: Breit-Schläge, Schmal-Schläge, Streifen- und Saum-Schläge, Horst- und Loch-Schläge. Jedes Jahr wurde nur eine Parzelle geschlagen und folglich stand so in jedem Jahr brauchbares Nutzholz zur Verfügung. Diese jungen Bäume brachten die beste Holzkohle, ihre Rinde die beste Lohe, sie waren schlank, biegsam und brachten genug Spannung auf, für die Auskleidung der Pütze (runde Brunnen-/Bergbauschächte …), sie dienten als Rahmenholz, eben für alles, bei dem man keine dicken Stämme benötigte. Ein Hau war also eine Form der Niederwaldwirtschaft.
Änderte man später die Nutzung des Hauses, so blieben oft vereinzelte eher kleine, meist streifenförmige Niederwaldparzellen übrig und dieser Niederwald wurde, da Großhau und Kleinhau ja im westlichen Teil des Landes liegen, damals mit dem Begriff Heck, Hecke, Hecken bezeichnet (Honighecke, Reiheck, Nüllheck, Roßhecke). Teilweise sollten gerodete Niederwald-Parzellen aber auch für ein oder zwei Jahre dem Feldbau zur Verfügung gestellt werden, sie wurden dann nach der Nutzholzentnahme mit Feuer belegt. Diese Form der Kombination nannte sich Brand- oder Rottwirtschaft (Im Brandt, Rott). Parzellen, in denen man hohe Bäume kultivieren wollte, erhielten den Namen Hochwald. Parzellen, die überhaupt nicht gerodet werden durften, erhielten auch einen – für jeden Kelten klar verständlichen – Namen, z. B. Eich oder Eichberg.
Neben dem Wissen über Wald- und Feldwirtschaft oder die Heilkräfte der Natur, besaßen die Druiden auch umfassendes Wissen im Bereich Geometrie, Mathematik und Astronomie, waren dies ja die eigentlichen Grundlagen zur Erbauung ihrer Sonnenobservatorien und Kalenderanlagen. So weisen ihre wichtigsten Bauten, die typischen Sonnenausrichtungen auf, deren Wissen für den Ackerfruchtanbau so wichtig war: Tages- und Nachtgleiche, Winter- und Sommersonnenwende. Kennt man nun von den beiden Letztgenannten die jeweiligen Punkte der Sonnenaufgänge am Horizont, nämlich die Horizontalwinkel (Azimut) ca. 127 und 51 Grad, so erhält man schon einen brauchbaren Kalender und auch die vermutete Anordnung der wichtigsten Straßen in Großhau im ursprünglichen Siedlungskern. Da Großhau durch seine Höhenlage bereits deutlich unwirtlicher ist, als das niedrige Vorland, legte man hier wahrscheinlich besonderen Wert auf die genaue Kenntnis des Sonnenaufganges zum 1. milden Tag im Jahr, Horizontalwinkel ca. 63 Grad, 1. Mai (Beltane), sowie den Anfang der Erntezeit, Horizontalwinkel ebenfalls ca. 63 Grad, (Lughnasadh) und die Wintersonnenwende, Horizontalwinkel ca. 127 Grad, zumindest liegen die einzigen beiden alten Straßen, die sich in Großhau in der Ortsmitte (an der Kirche) treffen, genau in deren Horizontalausrichtung (Azimutwerten) und dort feierten die Großhauer noch lange, durch Aufstellen des „Maibaumes“ („Dorfmai“ genannt) die Nacht zum 1. Mai (Beltane). Hierzu zogen alle unverheirateten Männer (bis max. 30 Jahre) des Dorfes in den Wald und schlugen (fällten) dort den „Dorfmai“, einen etwa 20 m hohen, geradegewachsenen Baum, der dann an diesen Platz verbracht wurde, um dann in der Mainacht – entrindet und geschmückt – aufgestellt zu werden. Traditionell wurde dann bis zum nächsten Tagesanbruch ein Feuer angezündet und am „Dorfmai“ die „Maiwache“ gehalten. Seit Jahren schon wird der Maibaum allerdings nicht mehr am historischen Ort, sondern nun vor der alten Dorfschule, errichtet. In Bezug auf den Horizontalwinkel – des Punktes des jeweiligen tatsächlichen Sonnenaufganges – muss man beachten, dass dieser typischerweise immer vom errechneten Winkel abweicht, denn am konkreten Ort kommen, neben der Lichtbrechung in der Atmosphäre, noch wesentlich entscheidendere optische Einflüsse hinzu. Diese waren damals wahrscheinlich hauptsächlich der noch hohe Baumbewuchs in Richtung Schafberg und Kleinhau, sowie das Ansteigen des Geländes von ca. 380 auf 400 m in Richtung Kleinhauer Anhöhe (401,4 m ü. NHN).

### Zweiter Weltkrieg
Im Zweiten Weltkrieg wurde Großhau bei den Kämpfen im Hürtgenwald (Allerseelenschlacht) zu 90 Prozent zerstört.
Der Angriff auf Großhau erfolgte damals aus dem „Stolberg Korridor“ und wurde durch den damaligen Kriegsberichterstatter und späteren Literaturnobelpreisträger Ernest Hemingway am eigenen Leib erlebt und dokumentiert. Besonders die hart-umkämpften beiden Brücken über die Weiße Wehe, westlich der Grube „Golzenhoffnung“, sollten ihm dabei in Erinnerung bleiben. Diese verarbeitete er in seinem Werk: Across the River and into the Trees / Über den Fluss und in die Wälder. Die einzelnen Stationen Hemingways sind auch heute noch auf dem „Hemingway-Trail“ erwanderbar. Der Hemingway-Trail ist als Rundwanderweg ausgelegt und startet und endet am Parkplatz „Glockenofen“. Gleichzeitig befand sich der später auch berühmt gewordene, amerikanische Schriftsteller J. D. Salinger im Kampfgebiet des Hürtgenwald. Er soll die ersten sechs Kapitel seines späteren Welterfolges The Catcher in the Rye / Der Fänger im Roggen hier im Hürtgenwald erarbeitet haben. Auch der spätere Literaturnobelpreisträger Heinrich Böll und seine Frau Annemarie Böll fertigten Übersetzungen der Texte Salingers an. Böll besaß in den frühen 1980er Jahren in Großhau ein Haus.

### Neugliederung
Am 1. Juli 1969 schlossen sich die ehemals selbstständigen, im Amtsverband Straß-Bergstein verwalteten Gemeinden Bergstein, Brandenberg, Gey, Großhau, Hürtgen, Kleinhau und Straß freiwillig zur Gemeinde Hürtgenwald zusammen. Im Rahmen der kommunalen Neugliederung (Aachen-Gesetz) entstand die Gemeinde Hürtgenwald in ihrer jetzigen Größe am 1. Januar 1972.

## Wirtschaft
Großhau war bis zum Beginn des 20. Jahrhunderts ein Dorf der Dachdecker und Zimmerleute. Das ist auf die Schiefervorkommen und den Wald in Ortsnähe zurückzuführen. Die Holzköhlerei war ein weiterer Erwerbszweig. Holzkohle und das auch bei Großhau geförderte Brauneisenerz wurden in die umliegenden Hüttenbetriebe, zum Beispiel nach Lendersdorf, gebracht.

## Verkehr
Direkt am Ort vorbei führt die Bundesstraße 399. Der Ort selbst hat keinen Durchgangsverkehr.
Busse des Rurtalbus durchfahren mit der AVV-Linie 286 den Ort und bedienen die Haltestellen Großhau und teilweise Großhau Kirche, während die Linie SB 86 auf der B 399 verkehrt und ausschließlich die Haltestelle Großhau bedient. Bis zum 31. Dezember 2019 wurde die Linie 286 vom BVR Busverkehr Rheinland betrieben.
| Linie | Verlauf |
| ----- | --- |
| 286   | Düren Bf/ZOB – StadtCenter – Kaiserplatz – Rölsdorf – Birgel – Gey – (Horm / Straß –) Großhau – Kleinhau – (Brandenberg – Bergstein –) Hürtgen – Vossenack (– Schmidt)                            |
| SB86  | Schnellbus: Düren Bf/ZOB – StadtCenter – Düren Kaiserplatz – Birgel Alte Post – Gey – Großhau – Kleinhau – Hürtgen – Vossenack – Raffelsbrand – Lammersdorf – Paustenbach – Bickerath – Simmerath |

## Kirche
Mitten im Ort befindet sich die katholische Pfarrkirche St. Apollonia. Das Kirchengebäude musste nach dem letzten Krieg fast völlig neu errichtet werden. Bereits 1734 erhielt der Ort, der damals zur Pfarre Bergstein zählte, die Genehmigung, eine Filialkirche zu errichten. 1804 wurde Großhau eigene Pfarre. Nach einem Blitzeinschlag im Jahre 1857 wurde 1862 die Kirche zum zweiten Mal neu aufgebaut.

## Sonstiges
- Am Ortsrand steht der 120 m hohe Fernmeldeturm Großhau, der weithin sichtbar ist. Im Volksmund wird er „Eifelhoer“ genannt.
- Die alte Schule dient heute als Dorfgemeinschaftshaus.

## Persönlichkeiten
- Theodor Kelter (1907–1982), Architekt